# NGC 3725
NGC 3725 ist eine aktive Balken-Spiralgalaxie mit hoher Sternentstehungsrate vom Hubble-Typ SBc im Sternbild Großer Bär am Nordsternhimmel. Sie ist schätzungsweise 153 Millionen Lichtjahre von der Milchstraße entfernt und hat einen Durchmesser von etwa 55.000 Lichtjahren. Gemeinsam mit zwei weiteren Galaxien bildet sie die NGC 3762-Gruppe oder LGG 239.

Im selben Himmelsareal befindet sich u. a. die Galaxie NGC 3762.
Das Objekt wurde am 19. März 1790 von Wilhelm Herschel entdeckt.